# 제프 페퍼
에드워드 조지프 페퍼(Edward Joseph Pfeffer, 1888년 3월 4일 ~ 1972년 8월 15일)는 미국의 전 프로 야구 선수이다. 1910년대와 1920년대에 메이저 리그 베이스볼(MLB)에서 투수로 활약했으며, 우투우타였다. 13시즌 동안 세인트루이스 브라운스, 브루클린 다저스/로빈스, 세인트루이스 카디널스, 피츠버그 파이리츠에서 뛰었다. 통산 347경기에 출전해 2407⅓이닝을 던지며 158승 112패, 193완투, 28완봉, 2.77의 평균자책점을 기록했다.